# You're Always Here
You're Always Here è un singolo della cantante statunitense Ashley Tisdale uscito il 16 dicembre 2013.

## Tracce
1. You're Always Here